# HMS H41
HMS H41 (pennant number - H41) – brytyjski okręt podwodny typu H. Zbudowany w latach 1917–1918 w stoczni Armstrong Whitworth w Newcastle upon Tyne, gdzie okręt został wodowany 26 lipca 1918 roku. Do służby w Royal Navy został przyjęty 1 listopada 1918 roku.
HMS H41 należał do serii okrętów typu H ze zmienioną konstrukcją. Po internowaniu części okrętów budowanych na zlecenie w Stanach Zjednoczonych zapadła decyzja o przeniesieniu produkcji do Wielkiej Brytanii. Od początku 1917 roku do końca 1920 roku w stoczniach Vickers, Cammell Laird, Armstrong Whitworth, Beardmore oraz HM Dockyard wybudowano 23 okręty tego typu.
Okręt został zatopiony w czasie kolizji z tendrem HMS „Vulcan” w dniu 18 października 1919 roku w porcie w Blyth. Nikt z załogi nie zginął.
12 marca 1920 roku okręt został sprzedany firmie Young w Sunderland.